# گلینک
گلینک، روستایی از توابع شهرستان طالقان در استان البرز
روستایی است واقع در بخش مرکزی شهرستان طالقان آب و هوای این ده سرد است. آب این منطقه از رودخانهٔ حسنجون تأمین می‌گردد. شغل مردم این ده زراعت می‌باشد و عده‌ای هم در اداره‌های تهران مشغول به کار هستند.
زبان مردمش تاتی است.

## محصولات
غلات، یونجه، سیب زمینی، لوبیا ، گردو و میوهٔ دیمی و انواع نان محلی از محصولات این روستا می‌باشند.

## صنایع دستی
کرباس و جاجیم از صنایع دستی این ده هستند.